# Marco Masini
Marco Masini (Firenze, 18 settembre 1964) è un cantautore e pianista italiano.
I brani Ci vorrebbe il mare, T'innamorerai e Bella stronza, scritti con Giancarlo Bigazzi lo lanciarono artisticamente.
Nella sua ampia produzione musicale si è spesso distinto per aver trattato temi forti e impegnati in brani come Perché lo fai, Vaffanculo e  Principessa.
Ha vinto due volte il Festival di Sanremo, all'esordio nel 1990 tra le Novità con Disperato e nel 2004 con L'uomo volante.
Nel suo palmarès annovera anche le vittorie al Festivalbar nel '91 con l'album Malinconoia e allo Zecchino d'Oro 2021 col brano Superbabbo, del quale è autore, cantato da Zoe Adamello. In carriera ha venduto oltre sette milioni di copie in tutto il mondo.

## Biografia
Nato a Firenze nel 1964, si avvicinò alla musica fin da bambino. Durante il periodo delle scuole superiori formò il gruppo musicale Errata Corrige. Tra i suoi insegnanti ebbe Walter Savelli.
La doppia vita di Marco, diviso tra gli impegni da musicista, che lo costringevano a uscire ogni sera e rientrare tardissimo, e gli studi in Ragioneria, si rivelò insostenibile. Così, durante il quarto anno, decise di abbandonare gli studi, scatenando i primi seri disaccordi con la famiglia, in particolare col padre, col quale successivamente Marco trascorse un periodo lavorando come rappresentante commerciale. Nel 1980 la sua famiglia aprì un bar a Firenze, dove lui e sua sorella Susanna collaboravano. Tuttavia, i continui scontri col padre che non accettava la sua scelta di fare il musicista aggravarono la situazione, causando grande dolore alla madre, la quale morì poco tempo dopo per un male incurabile. Questa gravissima perdita segnò molto Marco, che aveva solo 19 anni. 

### Gli esordi
Grazie a Bob Rosati, arrangiatore e proprietario di uno studio a Sesto Fiorentino, Masini cominciò a fare i primi provini: conobbe Beppe Dati, compositore e poeta col quale realizzò alcuni brani, incontrando però difficoltà nel trovare una casa discografica che lo supportasse.
Nel 1986 arrivò l'incontro importante con Giancarlo Bigazzi, il quale ne apprezzò le doti di musicista e arrangiatore e lo fece entrare nella sua squadra, insieme all'amico chitarrista Mario Manzani: Masini collaborò così alla realizzazione di colonne sonore (Mediterraneo, Mery per sempre, Ragazzi fuori); fu la voce guida di Si può dare di più, portata a Sanremo dal trio Morandi, Ruggeri e Tozzi; fu concertista dal vivo nella tournée di Tozzi, col quale nel 1988 si esibì al Royal Albert Hall di Londra; per lo stesso Tozzi curò l'arrangiamento di alcune canzoni; poi fu ancora in tournée con Raf, del cui album Cosa resterà... fu responsabile di realizzazione e arrangiamenti. 
Per iniziativa di Mario Ragni, nel 1988 uscì un 45 giri intitolato Uomini, con il quale Masini avrebbe dovuto partecipare al Festival di Sanremo di quell'anno, ma all'ultimo momento gli fu preferito un altro cantante. Sempre nel 1988 uscì un altro 45 giri contenente il brano Dal tuo sguardo in poi, cantato in duetto con Rosita Celentano (ma inciso già nel 1987 per essere usato come colonna sonora nel film Mak π 100).

Un esordiente Masini (secondo da sinistra) premiato come vincitore della sezione Novità al Festival di Sanremo 1990 con Disperato

### L'esordio a Sanremo (1990)
Nel 1990 Masini partecipò al 40º Festival della Canzone Italiana di Sanremo con la canzone Disperato, scritta con Bigazzi e Dati, arrivando primo tra i giovani nella sezione "Novità", vincendo il premio della critica e ottenendo subito un grande riscontro di pubblico: il singolo della canzone sanremese rimase nella top 20 dei singoli più venduti per oltre sette mesi. 
Anche l'album che ne fa seguito, uscito a maggio, ottenne un successo eccezionale (più di 800 000 copie vendute), stazionando nelle posizioni più alte della classifica di vendita fino a tutto febbraio del 1991.

### Secondo album
L'anno seguente Masini partecipò al Festival di Sanremo 1991 col brano Perché lo fai, che si piazzò al terzo posto, dopo Riccardo Cocciante e Renato Zero. La canzone, la cui melodia era stata scritta dallo stesso Masini e da Mario Manzani, avrebbe dovuto essere cantata da Umberto Tozzi con un altro titolo, un altro testo e un diverso arrangiamento, ma alla fine Bigazzi preferì dare la canzone a Masini, mentre in quell'edizione del Festival Tozzi cantò Gli altri siamo noi. 
Subito dopo uscì il secondo album, dal titolo Malinconoia (parola proveniente dall'unione dei termini “malinconia” e “paranoia”), che vendette oltre 1 000 000 di copie in Italia, risultando l'album più venduto di tutto il 1991. 
A partire dal 18 aprile il cantante fece il suo primo tour da artista solista, che lo vide esibirsi in diverse tappe di talmente grande successo da dover replicare rispettivamente i concerti di Firenze e di Roma. Per quest'ultima città, la prima esibizione avvenne al Teatro Tendastrisce, mentre la seconda al Palazzo dello Sport. Il suo gruppo d'accompagnamento era costituito da Mario Manzani e Massimo Rastrelli alle chitarre, Marcello De Toffoli alle tastiere, Bruno Illiano e Cesare Chiodo al basso elettrico, infine Alfredo Golino alla batteria; Andrea Corsellini figurò nelle vesti di fonico, ruolo che da quel momento avrebbe ricoperto anche nelle future tournée.
A conferma dello straordinario successo ottenuto quell'anno, Masini vinse sia al Festivalbar per il miglior album, sia a Vota la voce come miglior cantante maschile, ricevendo il telegatto. Inoltre il video di Malinconoia, registrato in un concerto al Palazzo dello Sport di Roma, vinse come miglior videolive di Riminicinema ‘91.

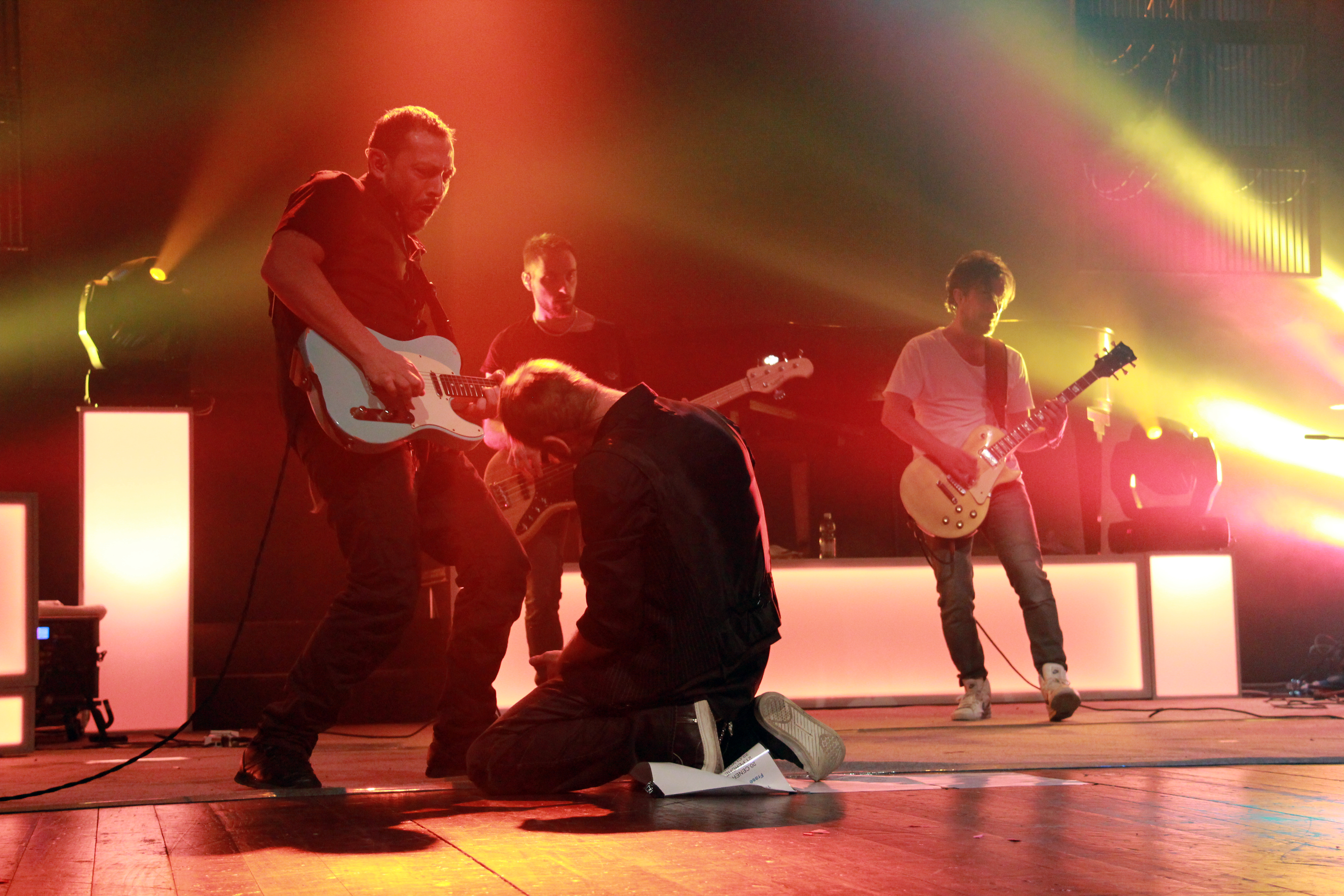
Masini in tour a Torino (Teatro Colosseo) il 24 aprile 2015

### Successi e polemiche
Grazie al boom di vendite dell'anno precedente, in cui era riuscito a portare in classifica ben due album, che in totale fino a quel momento avevano raggiunto 2.500.000 di copie vendute in Europa, nel 1992 Masini ricevette il prestigioso premio di Miglior artista dell'anno italiano al World Music Award. Pochi mesi dopo uscì in Spagna Marco Masini, contenente la riproposizione in lingua spagnola di nove brani del cantautore fiorentino, che ebbe un buon riscontro e ottenne un disco d'oro.
Tuttavia, a causa dei temi trattati nei primi due album, iniziarono a circolare maldicenze sul cantautore toscano, alimentate dalla stampa italiana: si diceva e si scriveva persino che Masini fosse uno iettatore e che le sue canzoni portassero i giovani alla depressione e addirittura al suicidio. Fu questo uno dei motivi che spinsero il cantante a scrivere la canzone Vaffanculo che suscitò polemiche e censure sia in televisione sia in radio. 
Il pezzo faceva parte dell'album T'innamorerai, pubblicato il 14 gennaio 1993, al quale collaborò per i video il regista bolognese Stefano Salvati. Il disco, che vendette oltre un milione di copie in tutta Europa, fu distribuito anche in Germania, in Svizzera e in Francia. Uscì in versione spagnola (Te enamorarás) sia in Spagna sia in Sud America. 
Nel gennaio 1995 uscì il quarto album, Il cielo della vergine, pubblicato in Italia, Svizzera, Belgio, Paesi Bassi, Germania e, in versione spagnola (El cielo de virgo), in Spagna e America Latina. Anche quest'album fu oggetto di critiche, per le due canzoni Bella stronza e Principessa, entrambe molto dirette ed esplicite nel trattare alcuni temi. Per Principessa Stefano Salvati diresse un videoclip omaggio a Federico Fellini, morto poco tempo prima. Il disco, dopo un promettente avvio in cui restò per ben sei settimane in testa alle classifiche di vendita, si dimostrò meno longevo rispetto ai precedenti lavori, tanto che a maggio risultava già fuori dalla top 10 italiana con meno di 400.000 copie vendute, cifra poi superata il mese successivo.

### 1996-2000
Nel novembre 1996 uscì L'amore sia con te, una compilation di alcuni brani di Masini, con l'aggiunta del brano inedito che dava il titolo alla raccolta e di Meglio solo, un vecchio brano del 1989 inciso nel lato B del 45 giri di Disperato. Il 25 febbraio 1997 la raccolta venne pubblicata nei paesi in lingua spagnola col titolo Mi amor allí estará e con una tracklist leggermente differente. In estate partì il tour L'amore sia con te.
Nel 1997 Enrico Ruggeri chiamò Masini per interpretare con lui il brano La gente di cuore, contenuto nell'album Domani è un altro giorno. Nello stesso anno il cantautore fiorentino incise una nuova versione di Ci vorrebbe il mare in duetto con Montserrat Caballé, presente nell'album Friends for Life del soprano spagnolo.
Allontanatosi professionalmente da Giancarlo Bigazzi, Masini, dopo quasi quattro anni dall'ultimo album di inediti, il 12 novembre 1998 fece uscire Scimmie, prodotto dall'etichetta Ma.Ma., fondata da lui stesso, Mario Manzani e Marco Poggioni. L'album, anche se apprezzato dalla critica, fu un insuccesso commerciale rispetto ai quattro dischi precedenti, con sole 100 000 copie vendute nei primi due mesi, anche a causa del carattere rock dell'opera che, insieme al nuovo look, allontanavano notevolmente Masini dall'immagine che si era costruito fino ad allora, spiazzando così i suoi fan. Il disco, inoltre, a differenza dei precedenti lavori, suscitò uno scarso interesse mediatico. Anche questa volta il cantautore toscano subì censure, in quanto Publitalia si rifiutò di mandare in onda il video del singolo Scimmie per la presenza, in una scena, di una scimmia legata ad una croce, che provocò anche le proteste di ambientalisti e dell'Associazione Cattolica.
Nel 2000 Masini tornò al Festival di Sanremo con la canzone Raccontami di te, arrivando al quindicesimo posto. Contemporaneamente alla manifestazione, il 22 febbraio 2000 uscì l'omonimo album Raccontami di te che, nonostante la partecipazione sanremese ed un ritorno a melodie e testi più tipicamente masiniani, ebbe un mediocre successo commerciale, esordendo soltanto al 15º posto nella classifica delle vendite, per poi scendere velocemente nelle quattro settimane successive in cui restò in classifica, ottenendo prima un disco d'oro e poi un disco di platino.

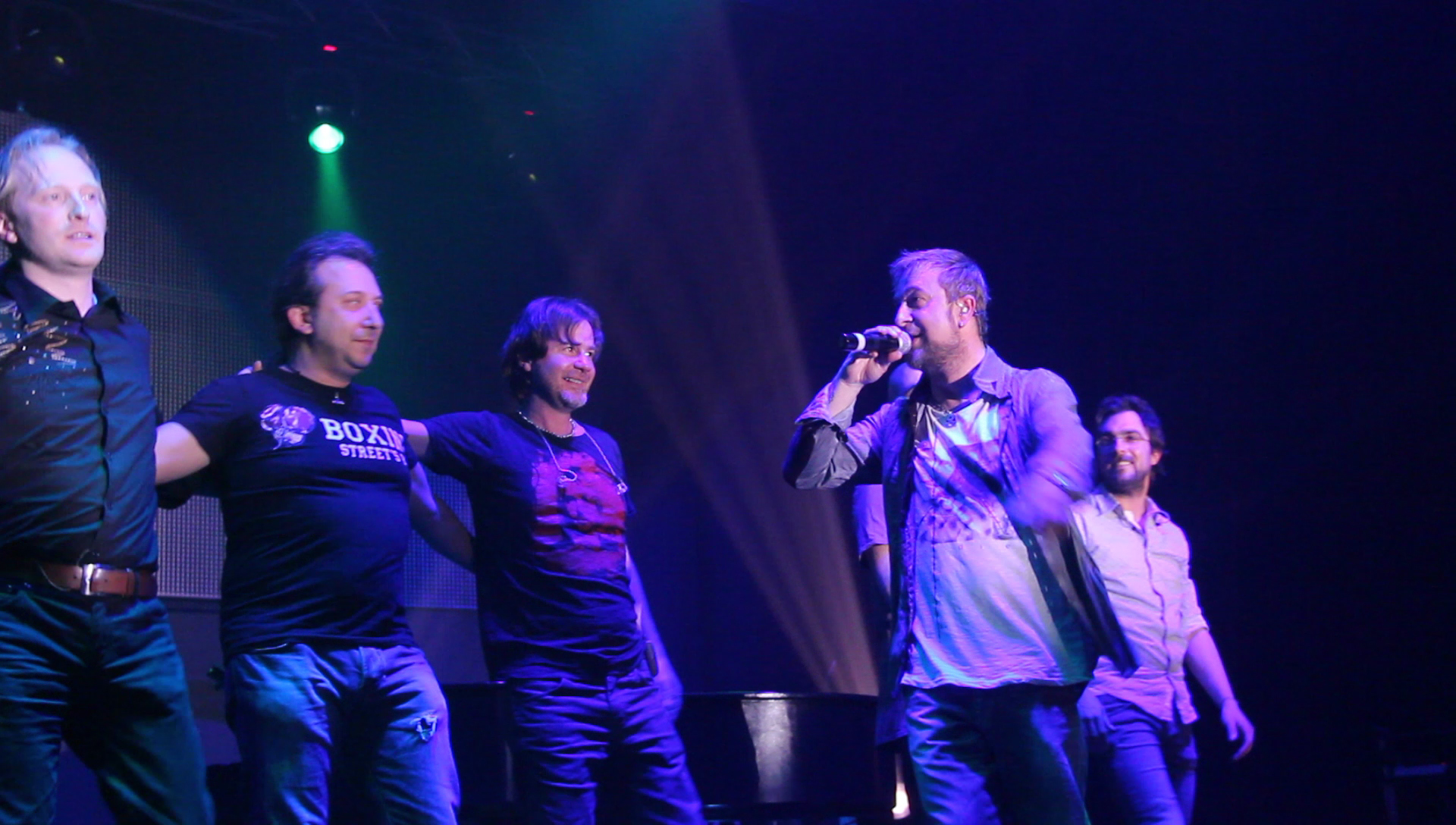
Masini e la sua band

Il 27 marzo 2000 ebbe inizio il nuovo tour Raccontami di te, svoltosi in due sessioni: una primaverile, teatrale, e una estiva, nelle piazze di molte città d'Italia.
Terminato il tour, il 26 gennaio 2001 Masini fece uscire Uscita di sicurezza, un disco frutto del ritorno alla collaborazione con Giancarlo Bigazzi e contenente 14 nuove canzoni, alcune delle quali scritte durante tutto l'arco della sua carriera. Anche quest'album, come il precedente, vendette poco e restò in classifica solo quattro settimane, ignorato da radio, giornali e televisioni.

### Ritiro e ritorno
Il 17 aprile 2001 Masini annunciò il suo ritiro dalla carriera di cantautore, giustificandolo con quello che definiva un accanimento della critica, della censura e di alcuni personaggi dell'ambiente dello spettacolo che avrebbero riservato un trattamento persecutorio nei suoi confronti, ritenendolo propagatore di energie negative e perciò impedendogli di divulgare i suoi album nei principali canali promozionali. Masini partì comunque a fine aprile per il suo tour del 2001. Il 17 maggio, ospite di Adriano Celentano nel suo programma 125 milioni di caz..te, ribadì il tutto in un'intervista per poi omaggiare Mia Martini, vittima anni prima delle stesse maldicenze, cantando Gli uomini non cambiano. Contemporaneamente all'annuncio del suo ritiro, Masini mosse una causa contro la sua casa discografica, la BMG Ricordi, chiedendo la risoluzione del contratto per inadempimento grave ed un risarcimento di due miliardi di lire, in particolare per non avere promosso adeguatamente gli ultimi tre album e per non aver tutelato l'artista stesso nei rapporti con i media. Le mancanze contestate, secondo Masini, avrebbero portato ad una notevole flessione delle vendite e al moltiplicarsi di maldicenze nei suoi confronti, costringendolo ad allontanarsi dalle scene.
Anche su pressione dei suoi fans, Marco Masini decise di ritornare nell'autunno 2003, pubblicando un nuovo album con l'etichetta indipendente MBO Music di Mario Ragni, suo scopritore ai tempi della Dischi Ricordi. Il lavoro, presentato alla stampa il 7 ottobre, ha come titolo ...il mio cammino e contiene alcuni dei brani più famosi della carriera musicale di Masini riarrangiati, più tre canzoni inedite (Generation, Io non ti sposerò e Benvenuta).

### 2004-2010

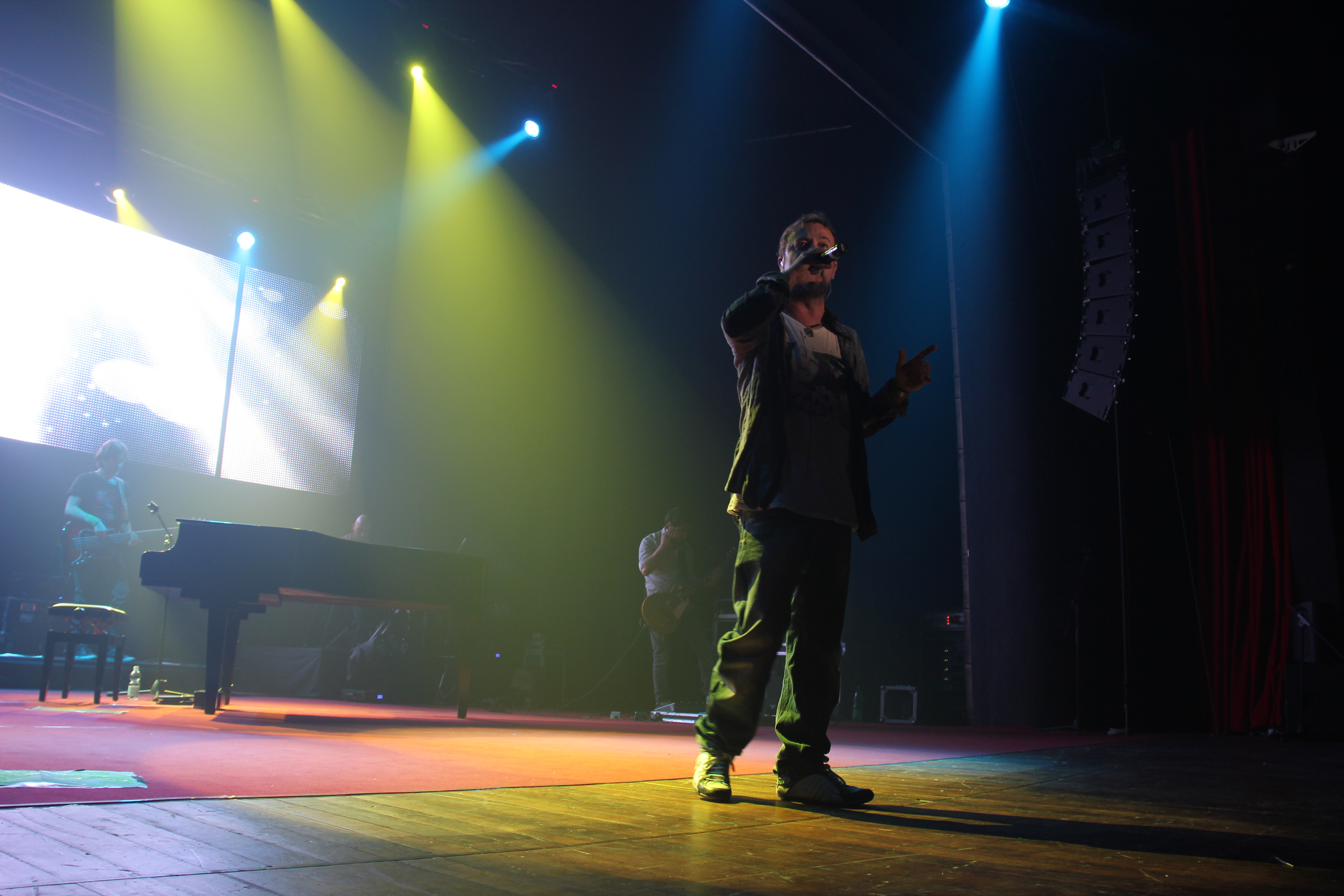
Masini sul palco durante un concerto

Nel 2004 Masini si presentò, per la quarta volta, sul palco del Teatro Ariston di Sanremo per la 54ª edizione del Festival con la canzone L'uomo volante, che risultò vincitrice, segnando il riscatto dell'artista toscano dopo diversi anni bui. In concomitanza con l'evento uscì sul mercato discografico l'album Masini, ovvero una nuova edizione de ...il mio cammino con l'aggiunta di 2 brani inediti, appunto L'uomo volante e E ti amo, che uscì come singolo nel mese di maggio. L'album, sulla scia della vittoria sanremese, esordì all'ottavo posto nelle classifiche FIMI, restando in classifica per ben 23 settimane, a conferma della rinnovata popolarità di Masini, vendendo in totale quasi trecentomila copie. Dalla fine di settembre, il cantante cominciò il suo tour internazionale nei Paesi europei: Italia, Paesi Bassi, Belgio, Lussemburgo, Svizzera, Germania e Austria.
Il 2005 vide Masini partecipare nuovamente al 55º Festival di Sanremo col brano Nel mondo dei sogni. Il 10 giugno 2005, a distanza di 4 anni e mezzo dall'ultimo album in studio di soli inediti, venne pubblicato Il giardino delle api, contenente anche la sigla dell'anime Shaman King (in onda su Italia 1) composta e interpretata dallo stesso artista. L'11 novembre uscì nei negozi il primo singolo estratto dall'album, Rimani così. Nel 2006 incise un brano esclusivamente per il suo fan club, dal titolo Cosa rimane, scritto da Andrea Amati come dedica dagli stessi fan diversi anni prima (2002).
Dopo un tour biennale, svoltosi in estate nelle piazze e in inverno nei teatri italiani e nei club dell'Europa centrale (Svizzera, Germania e Belgio), a novembre 2006 Masini fu impegnato con Umberto Tozzi nella produzione dell'album Tozzi Masini, contenente tre nuove canzoni scritte a quattro mani, un duetto su T'innamorerai più sei brani di Tozzi reinterpretati da Masini e sei di Masini reinterpretati da Tozzi. Il 27 ottobre 2006 venne pubblicata la raccolta Ci vorrebbe il mare.

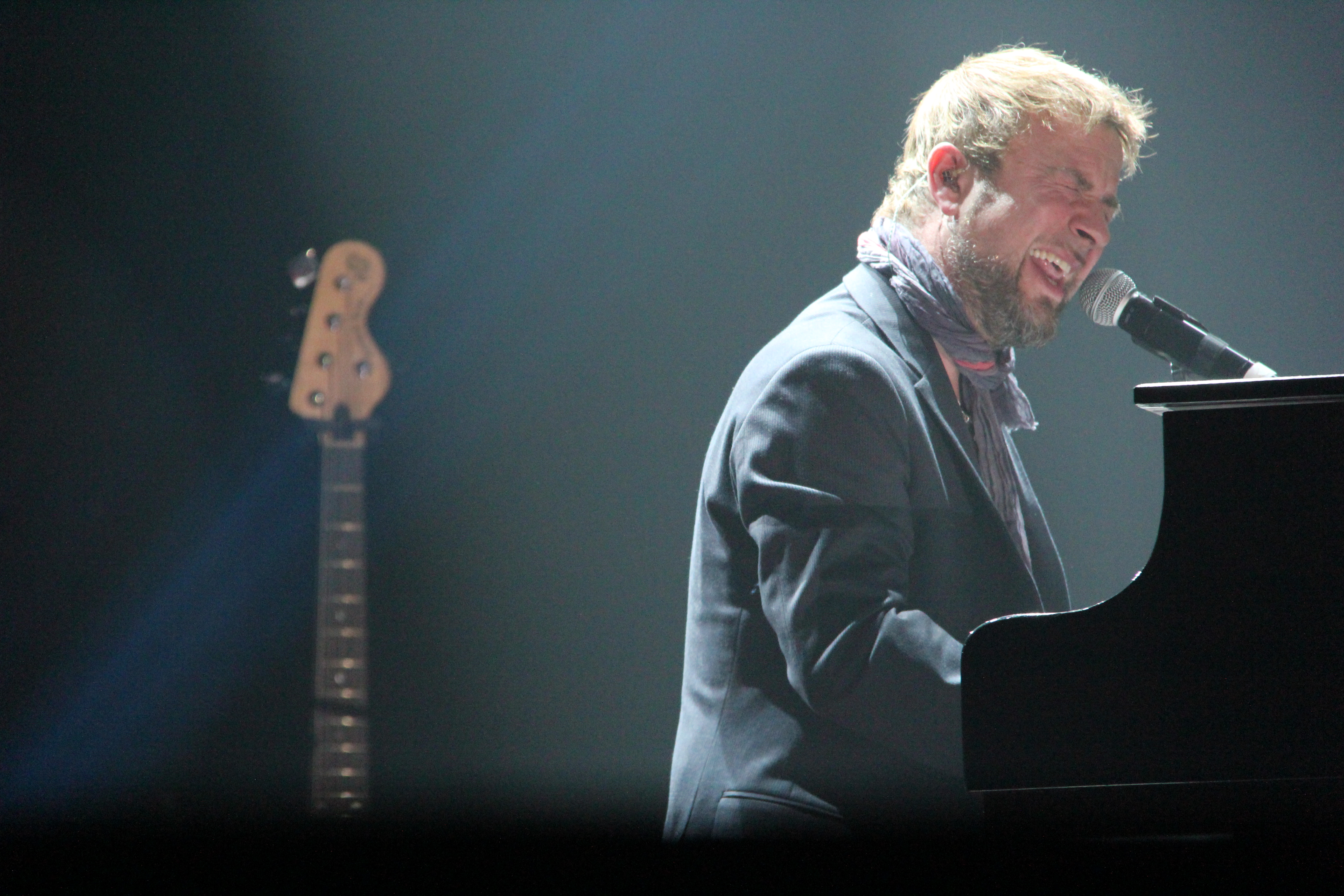
Masini durante il tour 2012

Nel 2008 Masini promosse un tour nei teatri italiani per presentare il suo spettacolo recitato, scritto assieme a Beppe Dati, dal titolo Il brutto anatroccolo. Ispirandosi liberamente alla favola di Hans Christian Andersen, Masini ripercorse la propria vita, legando a ciascun momento i brani che meglio si sposavano col filo narrativo.
Nel 2009 si presentò al Festival di Sanremo con la canzone L'Italia, giungendo finalista. Successivamente pubblicò l'album L'Italia... e altre storie, che contiene il brano di Sanremo e altri 9 inediti, 8 dei quali scritti in collaborazione con Beppe Dati, mentre Gli anni che non hai è stata scritta in collaborazione con Giorgio Faletti. Il 17 aprile a Roma cominciò il tour 2009 del cantautore.
Nel 2010 tornò sul palco dell'Ariston accompagnando Povia nella quarta serata del 60º Festival di Sanremo in una versione acustica del brano La verità. Il 23 novembre 2010, per festeggiare i 20 anni di carriera del cantautore, uscì la raccolta live Un palco lungo... 20 anni!, contenente la registrazione del concerto svoltosi il 14 maggio 2009 al Nelson Mandela Forum di Firenze.

### Dal 2011 ad oggi
Il 27 settembre 2011 uscì il nuovo album dal titolo Niente d'importante, che esordisce direttamente all'8ª posizione della Classifica FIMI Album e che registra l'ultima fase della collaborazione con Beppe Dati, il quale firma solo due brani, e al contempo, l'inizio di una nuova collaborazione col compositore Antonio Iammarino, coautore di tutti i restanti brani. Nel luglio 2012 Masini ricevette, a Marina di Carrara, il Premio Lunezia per tributo a Giancarlo Bigazzi e menzione speciale per il valore musicale e letterario dell'album Niente d'importante.
Nel 2013 fece parte del cast degli artisti in sfida nello Speciale Canzonissima della trasmissione I migliori anni su Rai 1 di cui vinse la finale con l'interpretazione di Cosa resterà degli anni '80 di Raf. 
Ad aprile 2013 pubblicò il suo nuovo album dal titolo La mia storia piano e voce, contenente due inediti, tra cui il singolo Io ti volevo. L'album esordisce all'81ª posizione della Classifica FIMI Album,, raggiungendo la settimana successiva la posizione numero 15.. Nello stesso mese partì il nuovo tour.
Nel dicembre 2014 Masini firmò un contratto con la Sony Music Italia, grazie al quale la major, oltre ai futuri progetti discografici dell’artista, si è assicurata il suo intero catalogo, ottenendo in licenza esclusiva la distribuzione degli album realizzati dal 2005 in poi, mentre quelli precedenti già le appartenevano (in quanto Sony Music in precedenza aveva acquisito le quote societarie della BMG Ricordi, casa discografica del cantante fiorentino dal 1990 al 2001).
Nel febbraio 2015 Masini partecipò al Festival di Sanremo col brano Che giorno è, piazzandosi al 6º posto. Contemporaneamente l'artista pubblicò Cronologia, una raccolta per celebrare i suoi venticinque anni di carriera, che ha un buon riscontro e resta in classifica per 21 settimane, raggiungendo l'ottava posizione. L'album, composto da tre dischi, contiene anche 5 brani inediti tra i quali i singoli Che giorno è e Non è vero che l'amore cambia il mondo, quest'ultimo pubblicato il 10 aprile dello stesso anno.
Nel febbraio 2017 ha partecipato al sessantasettesimo Festival di Sanremo col brano Spostato di un secondo, giungendo in finale e piazzandosi al tredicesimo posto. L'album omonimo che ne fa seguito, molto differente rispetto ai precedenti lavori, esordisce al sesto posto delle classifiche di vendite. Il 29 settembre seguente venne pubblicato Marco Masini in concerto, album live contenente la cover presentata al Festival Signor tenente (singolo lanciato in radio il 15 settembre) e il brano scritto da Masini per Noemi La borsa di una donna in versione reinterpretata da lui stesso. Lo stesso anno Marco Masini è il trionfatore dello speciale dello Zecchino d'Oro intitolato "60 Zecchini", andato in onda l'8 dicembre, a cui partecipa interpretando "Lettera a Pinocchio" che viene eletta la più bella canzone della storia dello Zecchino d'Oro.
Masini partecipò poi al Festival di Sanremo 2018, durante la serata dei duetti, per la reinterpretazione di Ognuno ha il suo racconto, brano in gara interpretato da Red Canzian. Nello stesso mese fu giurato nella prima edizione del talent di Rai 1 Sanremo Young, condotto da Antonella Clerici, mentre nel giugno seguente fu giurato e coach nella prima edizione di Ora o mai più su Rai 1, condotto da Amadeus classificandosi al primo posto con Lisa.
Il 31 dicembre 2019 fu annunciata la sua partecipazione al Festival di Sanremo 2020. Il brano in gara, dal titolo Il confronto, si classificò al 15º posto. Il 7 febbraio 2020 uscì la raccolta Masini+1 30th Anniversary, che esordì al primo posto degli album in vinile più venduti della settimana. 
Nel 2021 il brano Superbabbo di cui è coautore vince il 64º Zecchino D'Oro.
Dall'estate del 2023 insieme all’amico Giorgio Panariello gira le piazze e i teatri italiani con lo spettacolo Panariello vs Masini - Lo strano incontro  prima e "Panariello vs Masini - Il ritorno" poi.
Nel settembre del 2024 esce il singolo Allora ciao, che anticipa di circa un mese, a distanza di oltre sette anni dal precedente, un nuovo album di inediti intitolato 10 amori, che esordisce al 9° posto delle classifiche di vendita settimanali FIMI.
A inizio 2025 è richiamato a fare il coach a Ora o mai più su Rai 1. Il 14 febbraio si esibisce sul palco dell'Ariston nel Festival di Sanremo 2025 in coppia con Fedez nella serata delle cover, cantando una nuova versione di Bella stronza in cui quasi tutte le strofe originali sono sostituite dai versi rap scritti e cantati da Fedez. L'inedita coppia si piazza al terzo posto della classifica delle cover.

## Discografia

### Album in studio
- 1990 - Marco Masini
- 1991 - Malinconoia
- 1993 - T'innamorerai
- 1995 - Il cielo della vergine
- 1998 - Scimmie
- 2000 - Raccontami di te
- 2001 - Uscita di sicurezza
- 2005 - Il giardino delle api
- 2009 - L'Italia... e altre storie
- 2011 - Niente d'importante
- 2017 - Spostato di un secondo
- 2024 - 10 amori

### Album live
- 2004 - Masini live 2004
- 2010 - Un palco lungo... 20 anni!
- 2017 - In concerto
- 2022 - Live at Teatro della Pergola

### Raccolte
- 1996 - L'amore sia con te
- 2003 - ...il mio cammino
- 2004 - Masini
- 2006 - Ci vorrebbe il mare
- 2006 - Tozzi Masini
- 2013 - La mia storia...piano e voce
- 2015 - Cronologia
- 2020 - Masini +1 30th Anniversary

## Tour
- 1991 - Italian Tour '91
- 1992 - European Tour '92
- 1993/94 - T'innamorerai Tour
- 1995 - Il cielo della vergine Tour
- 1996 - World Tour '96
- 1997 - Passpartour
- 1998 - Tour '98
- 1999 - Scimmie Tour
- 2000 - Raccontami di te Tour
- 2001 - Uscita di sicurezza Tour
- 2002 - Tour 2002
- 2003 - Tour 2003
- 2004 - L'uomo volante Tour
- 2005/06 - Il giardino delle api Tour
- 2007 - TozziMasini Tour (con Umberto Tozzi)
- 2007 - Tour estivo 2007
- 2007/08 - Unplugged European Tour
- 2008 - Il brutto anatroccolo (piccolo elogio della bruttezza)
- 2008 - Tour estivo 2008
- 2009 - L'Italia... e altre storie in Tour
- 2009/10 - European Tour
- 2010 - Tour estivo 2010
- 2011 - Tour estivo 2011
- 2011/12 - European Tour
- 2012 - Niente d'importante Tour
- 2013 - La mia storia...piano e voce Tour
- 2013 - Tour estivo 2013
- 2014 - Tour 2014
- 2015/16 - Cronologia Tour
- 2017 - Spostato di un secondo Live
- 2018 - Summer Tour 2018
- 2020 - 30th Anniversary piano e voce
- 2021 - ElettroAcustico 2021
- 2021/22 - 30th Anniversary
- 2022/23 - T'innamorerai di noi - Oltre 30 anni insieme
- 2023 - Panariello vs Masini - Lo strano incontro (con Giorgio Panariello)
- 2024 - Panariello vs Masini - Il ritorno (con Giorgio Panariello)
- 2025 - Ci vorrebbe ancora il mare

## Partecipazioni al Festival di Sanremo
| Anno | Sezione  | Brano                  | Duettante e/o cover, abbinamento       | Direttore d'orchestra | Piazzamento | Premi                                                                |
| ---- | -------- | ---------------------- | -------------------------------------- | --------------------- | ----------- | -------------------------------------------------------------------- |
| 1990 | Novità   | Disperato              | —                                      | Vince Tempera         | 1º          | Premio della critica                                                 |
| 1991 | Campioni | Perché lo fai          | Just tell me why (Dee Dee Bridgewater) | Vince Tempera         | 3º          | —                                                                    |
| 2000 | Campioni | Raccontami di te       | —                                      | Goffredo Orlandi      | 15º         | —                                                                    |
| 2004 | Campioni | L'uomo volante         | Si può dare di più                     | Goffredo Orlandi      | 1º          | Premio "Volare" miglior testo Premio Sala Stampa, Radio e TV private |
| 2005 | Campioni | Nel mondo dei sogni    | Jessica Morlacchi                      | Filippo Martelli      | Finalista   | —                                                                    |
| 2009 | Campioni | L'Italia               | Francesco Benigno                      | Filippo Martelli      | Finalista   | —                                                                    |
| 2015 | Campioni | Che giorno è           | Sarà per te                            | Roberto Rossi         | 6º          | —                                                                    |
| 2017 | Campioni | Spostato di un secondo | Signor tenente                         | Diego Calvetti        | 13º         | —                                                                    |
| 2020 | Campioni | Il confronto           | Vacanze romane (con Arisa)             | Roberto Rossi         | 15º         | —                                                                    |

### Autore per altri artisti
- 2016 - La borsa di una donna (Noemi) - 8º posto

### Ospite serata duetti e/o cover
- 2010 - La verità (con Povia)
- 2018 - Ognuno ha il suo racconto (con Red Canzian)
- 2025 - Bella stronza (con Fedez) - 3º posto

## Libri
- 1991 - Il piviere, a cura di Marcello Lazzerini, Ponte alle Grazie
- 1995 - Per rabbia e per amore, a cura di Marcello Lazzerini, Ponte alle Grazie
- 2011 - Questi nostri 20 anni interminabili, a cura di Marcello Lazzerini, Romano Editore
- 2021 - Mimì, tutti ne parlano, io l’ho conosciuta, di Davide Matrisciano (intervento), Ass. Terre Sommerse
- 2022 - C'era una volta a Firenze di Fabrizio Borghini (intervento), Masso delle Fate
- 2022 - L'altalena. La mia storia, di Marco Masini (con Sergio "Zibba" Vallarino), Mondadori

## Filmografia

### Attore
- Cenerentolo, regia di Alessandro Paci (2004)
- Via Varsavia, regia di Emiliano Cribari (2006)

### Doppiatore
- Show Dogs - Entriamo in scena, regia di Raja Gosnell (2018)

## Televisione
- Una cartolina da Napoli (Rai 1, 1990)
- Marco Masini in concerto (Italia 1, 1991)
- Scherzi a parte (Italia 1, 1997), quinta puntata - Vittima
- Festa del Disco (Canale 5, 1998) - Concorrente
- 7 vite (Rai 2, 2009), 2×44 - Guest star
- Festival di Castrocaro (Rai 1, 2011) - Giurato
- I migliori anni (Rai 1, 2013) - Concorrente
- 60 Zecchini (Rai 1, 2017) - Interprete
- Sanremo Young (Rai 1, 2018) - Giurato
- Ora o mai più (Rai 1, 2018, 2025) - Coach
- Le Iene (Italia 1, 2021) - Vittima
- The Band (Rai 1, 2022) - Tutor

## Riconoscimenti
- 1990 - Vincitore del Festival di Sanremo col brano Disperato, sezione Novità
- 1990 - Premio della Critica "Mia Martini" per il brano Disperato al Festival di Sanremo, sezione Novità
- 1990 - Telegatto come "Miglior rivelazione"
- 1991 - Terzo posto al Festival di Sanremo col brano Perché lo fai
- 1991 - Vincitore del Festivalbar con Malinconoia, categoria Album
- 1991 - Telegatto come "Miglior cantante maschile"
- 1991 - Premio "Miglior video live" per Malinconoia al Festival Riminicinema
- 1992 - Premio "Miglior artista italiano" ai World Music Awards
- 2002 - Premio Lunezia "Antologia" per il valore musical-letterario del brano La libertà
- 2004 - Vincitore del Festival di Sanremo col brano L'uomo volante
- 2004 - Premio "Volare" Miglior testo per il brano L'uomo volante al Festival di Sanremo
- 2004 - Premio "Sala Stampa Radio e TV Private" per il brano L'uomo volante al Festival di Sanremo
- 2004 - Premio Lunezia "LatteMiele 2004" per il brano Ci vorrebbe il mare
- 2004 - Premio “Il porcellino - Città di Firenze”
- 2007 - Premio "Originalità del progetto discografico" per l'album Tozzi Masini ai Venice Music Awards
- 2008 - Premio "Mia Martini”
- 2009 - Premio "Miglior cantautore" ai Venice Music Awards
- 2012 - Premio Lunezia "Menzione speciale" per il tributo a Giancarlo Bigazzi e per il valore musical-letterario dell'album Niente d'importante
- 2013 - Vincitore di Canzonissima col brano Cosa resterà degli anni '80
- 2015 - Terzo posto nella "Serata Cover" al Festival di Sanremo col brano Sarà per te
- 2016 - Premio "Canzoni d'a...Mare" per il brano Ci vorrebbe il mare
- 2017 - Terzo posto nella "Serata Cover" al Festival di Sanremo col brano Signor tenente
- 2017 - Premio "Vela del Mediterraneo" alla carriera
- 2017 - Vincitore di 60 Zecchini col brano Lettera a Pinocchio
- 2018 - Vincitore di Ora o mai più  in qualità di coach di Lisa
- 2018 - Premio Pierangelo Bertoli "Italia d'oro"
- 2019 - Premio "Un mare di musica" al Meeting del Mare
- 2019 - Premio "Boccaccesca"
- 2019 - Premio speciale Sony Music per le oltre 1.000.000 di copie vendute
- 2021 - Premio "Bindi" alla carriera
- 2021 - Premio "Il maestro" al Festival Internazionale Green Music
- 2021 - Premio "Diva - Arena di Verona”
- 2021 - Vincitore dello Zecchino d'Oro col brano Superbabbo, interpretato da Zoe Adamello
- 2023 - Premio alla carriera al contest Promuovi la tua musica
- 2023 - Silver Creator Award per gli oltre 100.000 iscritti sul canale ufficiale YouTube
- 2023 - Premio “Ambasciatore Gal Riviera dei Cedri”
- 2023 - Premio alla carriera al Festival internazionale del videoclip Imaginaction
- 2025 - Terzo posto nella "Serata Cover" al Festival di Sanremo col brano Bella stronza in coppia con Fedez
- 2025 - Leone d’oro al merito artistico al Gran Premio Internazionale di Venezia